# Štěpkov
Štěpkov je obec v okrese Třebíč v Kraji Vysočina. Žije zde 114 obyvatel.
Sousedními obcemi sídla jsou Meziříčko, Lomy, Domamil, Radkovice u Budče a Budkov.

## Název
Název obce se během historie neměnil, pouze jeho zápisy, kterými byly dříve Scyepcow, Ščepkov, Sstiepkov, Sstiepkow, Sstipkow, Sczepkow, Sstiepkaw, Stiepkau, Sšepkow či Čepkow.)

## Historie
První písemná zmínka o obci pochází z roku 1351, ale již od roku 1349 byl majitelem Jakub Jimram z Jakubova, roku 1464 byl majitelem vesnice Štěpán z Bořečkovic a roku 1492 byl majitelem Jan z Radkova. Kolem roku 1582 byla ve vsi postavena tvrz a majitelem tvrze i vesnice byl Jan starší Koňas z Vydří, posléze vesnice patřila Štěpánovi Kusému z Mukoděl, ale tomu byla konfiskována. Následně ji zakoupil Hanibal ze Schaumburku. V roce 1663 zakoupil vesnici klášter v Louce, při jeho zrušení v roce 1784 pak roku 1789 zakoupil vesnici spolu s budečským panstvím Josef Wallis. Wallisové byli majiteli panství i vesnice až do reforem v roce 1848.
V roce 1892 byla založena škola, roku 1940 měla být rozšířena na dvojtřídku, ale to nakonec nenastalo. Škola pak byla zrušena v roce 1959. Roku 1918 byl v obci založen odbor Národní jednoty pro jihozápadní Moravu a roku 1924 byla založena Domovina a Jednota československých zemědělců. V roce 1932 byla vesnice elektrifikována. Roku 1956 bylo v obci založeno JZD, to pak bylo roku 1973 sloučeno do JZD Budkov.
Do roku 1849 patřil Štěpkov do budečského panství, od roku 1850 patřil do okresu Znojmo, pak od roku 1896 do okresu Moravské Budějovice a od roku 1960 do okresu Třebíč. Mezi lety 1850 a 1869 patřil Štěpkov pod Domamil a mezi lety 1980 a 1990 byla obec začleněna pod Budkov, následně se obec osamostatnila.
Do roku 2014 zastával funkci starosty Čestmír Malý, od roku 2014 vykonává funkci starosty Jaroslav Kyprý.

## Obyvatelstvo
| Rok            | 1869 | 1880 | 1890 | 1900 | 1910 | 1921 | 1930 | 1950 | 1961 | 1970 | 1980 | 1991 | 2001 | 2011 | 2021 |
| -------------- | ---- | ---- | ---- | ---- | ---- | ---- | ---- | ---- | ---- | ---- | ---- | ---- | ---- | ---- | ---- |
| Počet obyvatel | 222  | 245  | 229  | 234  | 243  | 234  | 254  | 181  | 173  | 149  | 142  | 128  | 114  | 114  | 113  |
| Počet domů     | 31   | 32   | 32   | 34   | 37   | 36   | 43   | 41   | 38   | 35   | 32   | 37   | 37   | 39   | 41   |

## Obecní správa

### Obecní symboly
Znak a vlajka byly obci uděleny rozhodnutím předsedy Poslanecké sněmovny Parlamentu České republiky dne 8. listopadu 2016.

## Politika

### Volby do Poslanecké sněmovny
|       | 2006              | 2010              | 2013              | 2017              | 2021              |
| ----- | ----------------- | ----------------- | ----------------- | ----------------- | ----------------- |
| 1.    | ČSSD (30,55 %)    | ČSSD (25,0 %)     | ANO 2011 (29,5 %) | ANO (36,06 %)     | SPOLU (40,9 %)    |
| 2.    | KSČM (27,77 %)    | KDU-ČSL (19,64 %) | KDU-ČSL (21,31 %) | KDU-ČSL (21,31 %) | ANO (33,33 %)     |
| 3.    | ODS (19,44 %)     | KSČM (16,07 %)    | KSČM (16,39 %)    | ČSSD (9,83 %)     | PŘÍSAHA (7,57 %)  |
| účast | 84,71 % (72 z 85) | 62,92 % (56 z 89) | 70,93 % (61 z 86) | 71,76 % (61 z 85) | 77,65 % (66 z 85) |

### Volby do krajského zastupitelstva
|      | 1.                | 2.             | 3.                   | účast             |
| ---- | ----------------- | -------------- | -------------------- | ----------------- |
| 2000 | 4KOALICE (27,9 %) | ODS (20,93 %)  | KSČM (18,6 %)        | 50 % (43 z 86)    |
| 2004 | KSČM (39,58 %)    | KDU-ČSL (25 %) | ODS (18,75 %)        | 53,93 % (48 z 89) |
| 2008 | KSČM (36,73 %)    | ČSSD (26,53 %) | ODS (18,36 %)        | 56,98 % (49 z 86) |
| 2012 | STO (32,25 %)     | KSČM (25,8 %)  | KDU-ČSL (19,35 %)    | 38,37 % (33 z 86) |
| 2016 | STO (37,5 %)      | ČSSD (16,66 %) | KDU-ČSL (16,66 %)    | 54,55 % (48 z 88) |
| 2020 | KDU-ČSL (26,92 %) | ČSSD (23,07 %) | ANO (15,38 %)        | 60,47 % (52 z 86) |
| 2024 | ANO (38 %)        | KDU-ČSL (28 %) | ODS+TOP 09+STO (8 %) | 60,98 % (50 z 82) |

### Prezidentské volby
V prvním kole prezidentských voleb v roce 2013 první místo obsadil Miloš Zeman (23 hlasů), druhé místo obsadil Zuzana Roithová (11 hlasů) a třetí místo obsadil Jan Fischer (9 hlasů). Volební účast byla 71,76 %, tj. 61 ze 85 oprávněných voličů. V druhém kole prezidentských voleb v roce 2013 první místo obsadil Miloš Zeman (35 hlasů) a druhé místo obsadil Karel Schwarzenberg (24 hlasů). Volební účast byla 72,29 %, tj. 59 ze 83 oprávněných voličů.
V prvním kole prezidentských voleb v roce 2018 první místo obsadil Miloš Zeman (34 hlasů), druhé místo obsadil Pavel Fischer (14 hlasů) a třetí místo obsadil Jiří Drahoš (12 hlasů). Volební účast byla 77,65 %, tj. 66 ze 85 oprávněných voličů. V druhém kole prezidentských voleb v roce 2018 první místo obsadil Miloš Zeman (47 hlasů) a druhé místo obsadil Jiří Drahoš (21 hlasů). Volební účast byla 78,16 %, tj. 68 ze 87 oprávněných voličů.
V prvním kole prezidentských voleb v roce 2023 první místo obsadil Andrej Babiš (31 hlasů), druhé místo obsadil Pavel Fischer (12 hlasů) a třetí místo obsadil Petr Pavel (12 hlasů). Volební účast byla 87,80 %, tj. 71 ze 82 oprávněných voličů. V druhém kole prezidentských voleb v roce 2023 první místo obsadil Andrej Babiš (41 hlasů) a druhé místo obsadil Petr Pavel (30 hlasů). Volební účast byla 88,75 %, tj. 71 ze 80 oprávněných voličů.

## Ocenění
Obec získala několik ocenění v soutěži Vesnice Vysočiny: v roce 2016 za příkladnou péči o sakrální stavbu, v roce 2018 za obnovu/rekonstrukci staveb venkovské zástavby za opravu hasičské zbrojnice, v roce 2019 za péči o drobné sakrální památky a v roce 2022 za obnovu venkovských tradic.

## Pamětihodnosti
- Rotunda svatého Václava